# Arboa antsingyae
Arboa antsingyae är en passionsblomsväxtart som först beskrevs av Arbo, och fick sitt nu gällande namn av Mats Thulin och Razafim.. Arboa antsingyae ingår i släktet Arboa och familjen passionsblomsväxter. Inga underarter finns listade i Catalogue of Life.